# Корлецел
Корлецел (рум. Corlățel) — село у повіті Мехедінць в Румунії. Входить до складу комуни Корлецел.
Село розташоване на відстані 251 км на захід від Бухареста, 34 км на південний схід від Дробета-Турну-Северина, 70 км на захід від Крайови.

## Населення
За даними перепису населення 2002 року у селі проживали 866 осіб.
Національний склад населення села:
| Національність | Кількість осіб | Відсоток |
| -------------- | -------------- | -------- |
| румуни         | 857            | 99,0%    |
| цигани         | 9              | 1,0%     |

Рідною мовою назвали:
| Мова      | Кількість осіб | Відсоток |
| --------- | -------------- | -------- |
| румунська | 858            | 99,1%    |
| циганська | 8              | 0,9%     |